# Pahou
Pahou ist ein Arrondissement im Departement Atlantique in Benin. Es ist eine Verwaltungseinheit, die der Gerichtsbarkeit der Kommune Ouidah untersteht. Gemäß der Volkszählung von 2013 hatte Pahou 78.474 Einwohner, davon waren 39.097 männlich und 40.377 weiblich.

## Verkehr
Durch Pahou verläuft die Fernstraße RNIE1, in südlicher Richtung geht es nach Avlékété und dann zum Atlantik.
Pahou hat einen Bahnhof an der Bahnstrecke Cotonou–Parakou, die allerdings – wie das gesamte Eisenbahnnetz des Landes –, seit 2019 ohne Verkehr ist. Hier zweigte eine Strecke nach Ségbohoué ab.